# Nosy Alanana
Nosy Alanana (Frans: Île aux Prunes) is een eiland van Madagaskar gelegen in de regio Atsinanana. Het eiland ligt dicht bij de stad Toamasina, ten noordoosten ervan. Het eiland is onbewoond

## Vuurtoren

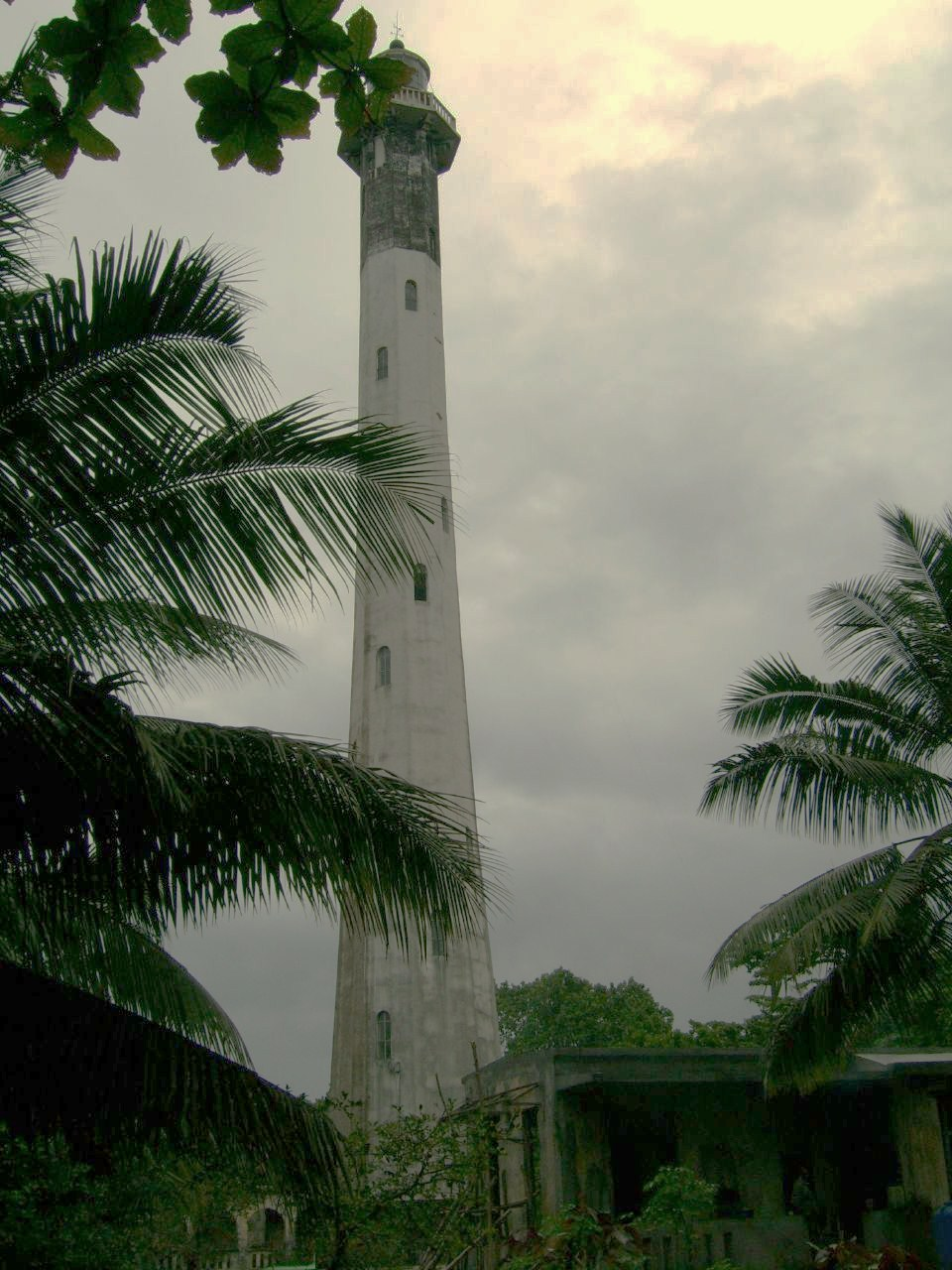
Vuurtoren van Nosy Alanana

Het eiland beschikt over een vuurtoren met een hoogte van 60 meter, gebouwd van gewapend beton tussen 1931 en 1933.
De vuurtoren wordt beschouwd als de hoogste van heel Afrika en staat op de 28e plek van hoogste vuurtoren in de wereld.